# Ахмед Решид
Ахмед Решид Хабібу (нар. 11 грудня 1998, Аддис-Абеба, Ефіопія) — ефіопський футболіст, лівий захисник клубу «Канема» (Бахр-Дар) та національної збірної Ефіопії.

## Клубна кар'єра
Футбольну кар'єру розпочав в «Ефіопіан Коффі». У сезоні 2015/16 років дебютував у вище вказаному клубі в Прем'єр-лізі Ефіопії. У дебютному сезоні в «Ефіопіан Коффі» став віцечемпіоном Ефіопії. У сезоні 2017/18 років виступав за «Діре Дава Сіті», а у 2018/20 років — в «Ефіопіан Коффі». У 2020 році перейшла до «Канеми».

## Кар'єра в збірній
У футболці національної збірної Ефіопії дебютував 5 червня 2016 року в переможному (2:1) поєдинку кваліфікації кубку африканських націй 2017 року проти Лесото в Масеру. 23 грудня 2021 року опинився у списку гравців, які поїхали на Кубок африканських націй 2021 року. На вище вказаному турнірі зіграв в одному матчі групового етапу — проти Камеруну (1:4).

## Статистика виступів

### У збірній
| Дата      | Місто | Господарі | Результат | Гості   | Турнір                                    | Голи | Примітки |
| --------- | ----- | --------- | --------- | ------- | ----------------------------------------- | ---- | -------- |
| 13-1-2022 | Яунде | Камерун   | 4 – 1     | Ефіопія | Кубок африканських націй 2021 - 1-й раунд | -    | 73'      |
| Усього    |       | Матчів    | 1         |         | Голів                                     | 0    |          |